# Gmina Płużnica
Die Gmina Płużnica ist eine Landgemeinde im Powiat Wąbrzeski der Woiwodschaft Kujawien-Pommern, Polen. Ihr Sitz ist das gleichnamige Dorf Płużnica (deutsch Pfeilsdorf) mit 543 Einwohnern (2008).

## Gemeinde
Zur Landgemeinde Płużnica gehören 15 Ortsteile (deutsche Namen bis 1945) mit einem Schulzenamt:
| Polnischer Name     | Deutscher Name                                             |
| ------------------- | ---------------------------------------------------------- |
| Bągart              | Baumgarth                                                  |
| Bielawy             | Bilau                                                      |
| Błędowo             | Blandau                                                    |
| Czaple              | Cholewitz                                                  |
| Dąbrówka            | Dombrowken                                                 |
| Józefkowo           | Josephsdorf                                                |
| Kotnowo             | Kottenau (bis 1907 Kotnowo)                                |
| Nowa Wieś Królewska | Königlich Neudorf                                          |
| Ostrowo             | Ostrowo                                                    |
| Płąchawy            | Plangenau (bis 1907 Plonchau)                              |
| Płużnica            | Pfeilsdorf (bis 1904 Plusnitz; bis Ende 19. Jh. Plusznitz) |
| Pólko               | Polko                                                      |
| Uciąż               | Drückenhof                                                 |
| Wiewiórki           | Weburg (bis 1909 Wiewiorken)                               |
| Wieldządz           | Villisaß (älter auch Wieldzadz)                            |

Weitere Ortschaften der Gemeinde sind Bartoszewice, Czapelki, Dębie, Działowo, Goryń, Mgowo, Orłowo, Pieńki und Szczerosługi.

## Verkehr
Die Gemeinde lag an der Kleinbahn Culmsee–Melno.

## Persönlichkeiten
- Gustav Bansi (1870–1935), geboren in Cholewitz, Verwaltungsjurist.